# Albert Conrad Langenauer
Albert Conrad Langenauer (latinisiert: Albertus Conradus Langenauer; * 12. April 1629 in Uffenheim; † 1656) war ein fränkischer Stadtphysicus.

## Leben und Leistungen
Albert Langenauer immatrikulierte sich am 21. September 1649 an der medizinischen Fakultät der Universität Straßburg und wirkte nach seinem Studium als Stadtphysicus in Weiden in der Oberpfalz. Er wurde am 30. Dezember 1653 als 13. Mitglied in die Academia Naturae Curiosorum, die heutige Deutsche Akademie der Naturforscher Leopoldina, aufgenommen.
Vermutlich ist er ein Verwandter des aus Augsburg stammenden Joachim Langenauer, welcher von 1636 bis zu seinem Weggang 1642 nach Kulmbach zusammen mit Johann Lorenz Bausch Physicus ordinarius in Schweinfurt war.